# Andrew Griffith
Pour les articles homonymes, voir Griffith.
Andrew Griffith, né le 23 février 1971 à Bexleyheath, est un homme politique du Parti conservateur britannique et ancien homme d'affaires qui est député pour Arundel et South Downs depuis 2019.

## Jeunesse et éducation
Griffith est né le 23 février 1971 à Bexleyheath, Londres, Angleterre. Il grandit à Bromley et fait ses études à St Marys & St Josephs, une école complète d'état, à Sidcup, Kent. De 1989 à 1992, il étudie le droit à l'Université de Nottingham. Il obtient son diplôme de comptable agréé (ICAEW) en 1996.

## Carrière dans les affaires
Griffith travaille d'abord pour Rothschild & Co et PwC, avant de rejoindre Sky en 1999 en tant qu'analyste financier. En 2008, il est le directeur financier de Sky, rejoignant le conseil d'administration et, au moment de sa nomination, il est le plus jeune directeur financier du FTSE 100.
En mars 2016, Griffith prend un poste commercial et opérationnel élargi en tant que chef de l'exploitation du groupe, aidant à faire croître l'entreprise à plus de 25 millions de clients, 39 000 employés et opérant dans sept pays différents.
Il est membre de la Royal Television Society et copréside sa convention de Cambridge en 2017.
En avril 2014, Griffith rejoint le conseil d'administration de Just Eat comme directeur non exécutif senior, poste qu'il occupe en parallèle de son rôle à plein temps chez Sky. Cependant, en 2017, Just Eat est confronté au double défi de perdre son président non exécutif en raison d'une mauvaise santé et de la démission de son directeur général dans les trois mois, puis d'un contrôle de l'Autorité de la concurrence et des marchés examinant l'acquisition par Just Eat du concurrent Hungryhouse.

## Carrière politique
Griffith se présente comme le candidat parlementaire conservateur pour la circonscription de Corby en 2001 et 2005, réduisant la majorité du Parti travailliste de 87% de 11 860 à 1 517 voix au cours des deux élections.
En 2016, Griffith et la baronne Dido Harding mènent la campagne «Fix Britain's Internet» pour un haut débit plus rapide et plus fiable.
Griffith est président du conseil consultatif du Centre for Policy Studies, un groupe de réflexion et de pression qui promeut des politiques basées sur « des marchés libres, un petit État, une faible imposition, l'indépendance nationale, l'autodétermination et la responsabilité ».
Griffith est l'un des premiers partisans de Boris Johnson et celui-ci utilisé sa maison comme siège de sa campagne électorale à la direction. En juillet 2019, Griffith quitte ses fonctions chez Sky et Just Eat pour devenir le principal conseiller commercial de Johnson, basé au 10 Downing Street.
Il est élu député d'Arundel et de South Downs à l'élection générale de 2019 par une majorité de 22 521 voix, après la retraite de l'ancien député conservateur Nick Herbert. Il  démissionne de son poste de conseiller commercial en chef lors de son élection.

## Vie privée
Griffith épouse Barbara, une travailleuse caritative bénévole, en 1997 et ils ont un fils et une fille. En tant qu'homme d'affaires, il réside à Putney, dans le quartier londonien de Wandsworth.